# The Killing Fields
The Killing Fields — десятый студийный альбом Майка Олдфилда, выпущенный в 1984 году.

## Об альбоме
The Killing Fields является саундтреком фильма Поля смерти. Майк воспользовался помощью композитора Дэвида Бедфорда, своего давнего друга, а также привлёк к записи альбома оркестр и хор.

## Список композиций
1. «Pran’s Theme» — 0:44
2. «Requiem for a City» — 2:11
3. «Evacuation» — 5:14
4. «Pran’s Theme 2» — 1:41
5. «Capture» — 2:24
6. «Execution» — 4:47
7. «Bad News» — 1:14
8. «Pran’s Departure» — 2:08
9. «Worksite» — 1:16
10. «The Year Zero» — 0:28 (Дэвид Бедфорд)
11. «Blood Sucking» — 1:19
12. «The Year Zero 2» — 0:37
13. «Pran’s Escape / The Killing Fields» — 3:17
14. «The Trek» — 2:02
15. «The Boy’s Burial / Pran Sees the Red Cross» — 2:24
16. «Good News» — 1:46
17. «Étude» (Франсиско Таррега, аранжировка Майка Олдфилда) — 4:37